# Harlue
Harlue è una località del Belgio.
Comune autonomo fino al 1830, è stato poi unito a Bolinne e infine, nel 1977, a Éghezée, in provincia di Namur.
Nel suo territorio sorge il castello di Bolinne-Harlue, costruito tra la fine del XVI e il principio del XVII secolo e antica sede di una signoria citata nel 1614 di proprietà della famiglia Heyenhoven.
| Controllo di autorità | VIAF (EN) 79144647638480431927 |